# Аргудан
Аргудан (рос. Аргудан) — село у Лескенському районі Кабардино-Балкарії Російської Федерації.
Орган місцевого самоврядування — сільське поселення Аргудан. Населення становить 8185 осіб.

## Історія
Згідно із законом від 27 лютого 2005 року органом місцевого самоврядування є сільське поселення Аргудан.

## Населення
| 2002  | 2010  | 2012  | 2013  | 2014  | 2015  | 2016  |
| ----- | ----- | ----- | ----- | ----- | ----- | ----- |
| 8010  | ↗8185 | ↗8322 | ↗8475 | ↗8578 | ↗8659 | ↗8735 |
| 2017  | 2018  | 2019  | 2020  |       |       |       |
| ↗8835 | ↗8918 | ↗8955 | ↗9010 |       |       |       |